# Прокурорський нагляд
Прокурорський нагляд — це відповідна до закону діяльність прокурора щодо контролю за законністю та забезпеченням верховенства права органами досудового слідства, оперативно-розшукової юрисдикції та органами, які проваджують  дізнання.
Згідно з новою редакцією  ст. 131-1  Конституції України прокурор має компетенцію: підтримання публічного обвинувачення в суді; організація і процесуальне керівництво досудовим розслідуванням; вирішення відповідно до закону інших питань під час кримінального провадження; нагляд за негласними та іншими слідчими і розшуковими діями органів правопорядку; представництво інтересів держави в суді у виняткових випадках і в порядку, що визначені законом.
До указаних змін конституційних основ діяльності прокуратури в ст. 21 Конституції України визначалось, що прокуратура здійснює «нагляд за  додержанням прав і свобод людини і громадянина, додержанням законів з цих питань органами виконавчої влади, органами місцевого самоврядування, їх посадовими і службовими особами».  Скасуванням даних функцій держава не спромоглась знайти рівноцінного механізму забезпечення верховенства права (правовладдя) в суспільних відносинах між людиною і владою. Скасовуючи відповідну компетенцію прокуратури, ефективного, швидкого і доступного людині механізму забезпечення прав і свобод людини законодавець не передбачив, залишаючи біле поле закону і безліч проблем для громадян і суспільства. 
Прокурор, здійснюючи нагляд за додержанням законів у кримінальних провадженнях «у формі процесуального керівництва досудовим розслідуванням» та інші надані йому функції, відповідно до ч. 2 ст. 36 КПК України, має право широкі права: починати досудове розслідування за наявності підстав, передбачених цим законом; мати повний доступ до матеріалів, документів та інших відомостей, що стосуються досудового розслідування; доручати слідчому, органу досудового розслідування проведення у встановлений прокурором строк слідчих (розшукових) дій, негласних слідчих (розшукових) дій, інших процесуальних дій; давати вказівки щодо проведення слідчих чи інших процесуальних дій та брати участь у них; особисто проводити слідчі (розшукові) та процесуальні дії; скасовувати незаконні та необґрунтовані постанови слідчих;  ініціювати перед керівником органу досудового розслідування питання про відсторонення слідчого від проведення досудового розслідування та призначення іншого слідчого за наявності підстав, передбачених законом, для його відводу, або у разі неефективного досудового розслідування; приймати процесуальні рішення, зокрема щодо закриття кримінального провадження та продовження строків досудового розслідування за наявності підстав, передбачених законом; погоджувати або відмовляти у погодженні клопотань слідчого до слідчого судді про проведення слідчих (розшукових) дій, негласних слідчих (розшукових) дій, інших процесуальних дій чи самостійно подавати слідчому судді такі клопотання;  повідомляти особі про підозру; затверджувати чи відмовляти у затвердженні обвинувального акта, клопотань про застосування примусових заходів медичного або виховного характеру, тощо. Слідчий зобов’язаний виконувати доручення та вказівки прокурора, які надаються у письмовій формі. Невиконання слідчим законних вказівок та доручень прокурора, наданих у порядку, передбаченому цим Кодексом, тягне за собою передбачену законом відповідальність.